# Short track na Zimowym Olimpijskim Festiwalu Młodzieży Europy 2022
Short track na Zimowym Olimpijskim Festiwalu Młodzieży Europy 2022 – jedna z dyscyplin rozgrywanych podczas festiwalu w dniach 21 – 25 marca 2022 w Vuokatti Arena w Vuokatti. Podczas zawodów odbyło się siedem konkurencji.

## Medaliści
| Konkurencja          | Złoto                                                                    | Czas     | Srebro                                                                             | Czas     | Brąz                                                                                | Czas     | Źródło |
| Dziewczęta           |                                                                          |          |                                                                                    |          |                                                                                     |          |        |
| 500 m                | Zoë Deltrap                                                              | 46,515   | Melinda Schönborn                                                                  | 46,567   | Tamara Tokárová                                                                     | 46,623   | [ 1 ]  |
| 1000 m               | Zoë Deltrap                                                              | 1:37,585 | Maja Somodi                                                                        | 1:37,716 | Bérénice Comby                                                                      | 1:37,723 | [ 2 ]  |
| 1500 m               | Zoë Deltrap                                                              | 2:28,758 | Maja Somodi                                                                        | 2:28,882 | Eva Grenouilloux                                                                    | 2:28,948 | [ 3 ]  |
| Chłopcy              |                                                                          |          |                                                                                    |          |                                                                                     |          |        |
| 500 m                | Tawan Thomas                                                             | 42,618   | Lorenzo Previtali                                                                  | 42,782   | Niels Bergsma                                                                       | 42,956   | [ 4 ]  |
| 1000 m               | Lorenzo Previtali                                                        | 1:32,314 | Tawan Thomas                                                                       | 1:32,327 | Alessandro Loreggia                                                                 | 1:32.429 | [ 5 ]  |
| 1500 m               | Alessandro Loreggia                                                      | 2:24,110 | Lorenzo Previtali                                                                  | 2:24,284 | Tawan Thomas                                                                        | 2:24,708 | [ 6 ]  |
| Konkurencje mieszane |                                                                          |          |                                                                                    |          |                                                                                     |          |        |
| Sztafeta na 3000 m   | Holandia Zoë Deltrap · Kiek Straathof · Niels Bergsma · Bas van der Valk | 4:20.299 | Włochy Margherita Betti · Viola Simonini · Alessandro Loreggia · Lorenzo Previtali | 4:23.639 | Polska Agnieszka Bogdanowicz · Karolina Parczewska · Oskar Kurowski · Adam Muchlado | 4:30.471 | [ 7 ]  |

## Klasyfikacja medalowa
| Pozycja | Reprezentacja | złoto | srebro | brąz | Razem |
| ------- | ------------- | ----- | ------ | ---- | ----- |
| 1.      | Holandia      | 4     | 0      | 1    | 5     |
| 2.      | Włochy        | 2     | 3      | 1    | 6     |
| 3.      | Francja       | 1     | 1      | 3    | 5     |
| 4.      | Węgry         | 0     | 3      | 0    | 3     |
| 5.      | Polska        | 0     | 0      | 1    | 1     |
| 5.      | Słowacja      | 0     | 0      | 1    | 1     |
| Razem   | Razem         | 7     | 7      | 7    | 21    |